# Luciana Turina
Luciana Turina, nacida el 13 de agosto de 1946, es una cantante, actriz y personalidad televisiva italiana.

## Carrera
Nacida en Malavicina di Roverbella, Provincia de Mantua, Turina comenzó su carrera profesional cómo cantante en 1965, participando en el Festival de Música Castrocaro y ganando la competición con la canción "Come ti vorrei".  Un año más tarde, compitió en el Festival de la Canción de Sanremo, con la canción "Dipendesse de la me". En 1969 hizo su debut en el film de Pietro Germi Serafino y desde entonces centró su carrera en actuar, principalmente interpretando papeles cómicos. Su heterogénea carrera también incluye espectáculos de variedades, cabaret y varios libros.